# Паскаль, Лоррейн
Лоррейн Паскаль (англ. Lorraine Pascale, 17 ноября 1972) — британская модель, повар, кондитер и телеведущая. Паскаль является автором самых продаваемых кулинарных книг, общий тираж которых превысил один миллион в одной только Великобритании. Лоррейн также стала телеведущей трех кулинарных мини-сериалов и открыла собственный магазин выпечки в Лондоне. Шоу Лоррейн Паскаль транслировалось более чем в 60 странах мира.

## Биография
Паскаль родилась в семье карибского происхождения, но была удочерена в возрасте 18 месяцев и воспитывалась в Оксфордшире, в семье белых. Когда Лоррейн было 3 года, её приемные родители развелись, девочка осталась жить с матерью. Позже Паскаль выигрывает стипендию и получает образование в школе-интернате в Девоне.
В 1995 году Паскаль вышла замуж, в 1996 — родила дочь Эллу (повзрослев дочь выбрала профессию актрисы). В 2011 году супруги развелись.
Карьера модели для Лоррейн Паскаль началась в 16 лет, когда её потенциал обнаружил тот же агент, что нашёл Наоми Кэмпбелл.
Работая в Нью-Йорке, она получила признание как первая чернокожая британская модель, появившаяся на обложке американского Elle. В 1998 году она появилась в Sports Illustrated Swimsuit.
Несмотря на успех в качестве модели, Паскаль также пробовала себя в других сферах деятельности, в частности занималась гипнотерапией и даже автомеханикой. В 2005 году она получила диплом кулинарных курсов Лейтской школы еды и вина и обнаружила, что кулинария является её настоящим призванием. После получения диплома она пробовала работать в нескольких ресторанах Лондона, однако быстро поняла, что режим работы в ресторане ей не подходит. Лоррейн начинает позиционировать себя как кондитера и заключает контракт с сетью универмагов премиум-класса Selfridges. Вслед за этим она открывает собственный магазин Ella’s Bakehouse в районе Ковент-Гарден.
В январе 2011 года Паскаль представила собственную кулинарную программу «Выпечка без проблем» на телеканале BBC и опубликовала книгу, основанную на рецептах из этой программы. В сентябре 2011 года стартовала новая программа «Домашняя кухня без проблем», по которой также была выпущена книга. Третья книга была опубликована в 2012 году и основанная на ней передача «Быстрая, свежая и простая еда» была показана в августе и сентябре 2012 года на телеканале BBC Two.